# Jurij Stez

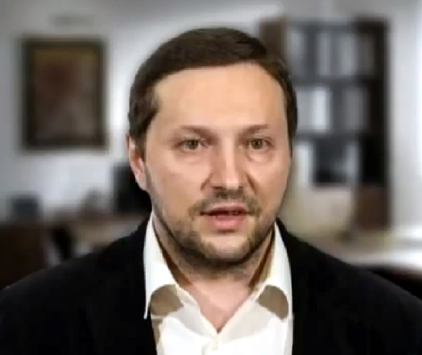
Jurij Stez

Jurij Jaroslawowytsch Stez (ukrainisch Юрій Ярославович Стець; * 29. Dezember 1975 in Tschortkiw) ist ein ukrainischer Journalist, Politiker und Abgeordneter der Werchowna Rada. Vom 2. Dezember 2014 bis zum 31. Mai 2017 war er Informationsminister der Ukraine.

## Karriere
Jurij Stez leitete seit über zehn Jahren Petro Poroschenkos TV-Sender Kanal 5 (Stand 2014) und im Anschluss die Kommunikationsabteilung der Nationalgarde der Ukraine.
Im Sommer 2013 wurde er zum Vorsitzenden der „Solidarnist“ („Solidarität“), einer von Poroschenko gegründeten Vorgängerpartei gewählt. Stez ist Mitglied der Partei Block Petro Poroschenko und zog über deren Listenplatz 13 bei der Parlamentswahl am 26. Oktober 2014 in die Werchowna Rada ein. Anschließend führte Stez, zuerst im zweiten Kabinett Jazenjuk und anschließend im Kabinett Hrojsman, als Minister das neu geschaffene Ministerium für Informationspolitik der Ukraine.

## Privates
Jurij Stez ist ein enger Verbündeter von Petro Poroschenko, dessen Ehefrau Maryna Poroschenko (* 1962) Taufpatin von Stez's Tochter ist.  Stez lebt in Kiew, ist verheiratet und hat zwei Söhne sowie eine Tochter.

## Auszeichnungen
- 2005: Ehrentitel „Verdienter Journalist der Ukraine“[1]